# Marko Simeunovič
Marko Simeunovič (* 6. Dezember 1967 in Maribor, SFR Jugoslawien) ist ein ehemaliger slowenischer Fußballtorwart.

## Verein
Marko Simeunovičs Heimatverein war der NK Maribor, wo er auch in der Saison 1983/84 in der 1. Jugoslawischen Liga debütierte. Im Sommer 1989 folgte eine Spielzeit beim FK Roter Stern Belgrad, dort kam er allerdings zu keinem Einsatz. Anschließend ging er weiter zum FK Napredak Kruševac und 1992 zum NK Olimpija Ljubljana. Bei letzterem gewann er in den folgenden Jahren vier Mal in Folge die slowenische Meisterschaft sowie einmal den Pokal. Dann kehrte er 1996/97 nach Maribor zurück und gewann das Double. Es folgten zwei Jahre bei Çamlıdere Şekerspor in der Türkei, ehe er ein drittes Mal nach Maribor zurückkehrte und wieder drei Meisterschaften in Folge gewann. Olympiakos Nikosia, AEL Limassol und Interblock Ljubljana waren ab 2002 bis zu seinem Karriereende im Sommer 2007 die weiteren Stationen.

## Nationalmannschaft
Von 1991 bis 2004 absolvierte der Torwart insgesamt 58 Länderspiele für die slowenische A-Nationalmannschaft. Er nahm in dieser Zeit mit der Auswahl an der Europameisterschaft 2000 (kein Einsatz) sowie der Weltmeisterschaft 2002 (2 Einsätze) teil. 

## Erfolge
- Slowenischer Meister: 1992, 1993, 1994, 1995, 1997, 1998, 2000, 2001, 2002
- Slowenischer Pokalsieger: 1993, 1996, 1997